# Wang Daohan
Wang Daohan (chiń. 汪道涵; ur. 27 marca 1915 w Jiashan w prowincji Anhui, zm. 24 grudnia 2005 w Szanghaju) – chiński działacz państwowy, dyplomata.
Od 1938 roku był członkiem Komunistycznej Partii Chin.  W latach 1980–1985 był burmistrzem Szanghaju; jego następcą na tym stanowisku został Jiang Zemin, późniejszy przewodniczący ChRL i sekretarz generalny KPCh. Wang Daohan był doradcą Jiang Zemina, a także profesorem nauk ekonomicznych na kilku prestiżowych chińskich uniwersytetach: pekińskim, Fudan i Tongji. W październiku 2002 odebrał doktorat honoris causa Uniwersytetu w Hongkongu.
Od początku lat 90. Wang Daohan był przewodniczącym Chińskiego Towarzystwa ds. Stosunków Między obu Brzegami Cieśniny Tajwańskiej. Z racji pełnionej funkcji działał a rzecz porozumienia między Chinami kontynentalnymi a tajwańską Republiką Chińską, kilkakrotnie spotykając się z prezydentem Fundacji Współpracy Cieśniny Tajwańskiej, Koo Chen-fu. Rozmowy obu dyplomatów – pierwsza miała miejsce w kwietniu 1993 – nosiły nazwę rozmów Koo-Wang.